# Титов, Михаил (футболист)
Михаил Титов (туркм. Mihail Titow; 18 октября 1997 года, Туркменистан) — туркменистанский футболист, нападающий.
Играл за молодёжную команду клуба «Балкан», впоследствии в 2016 году стал игроком основной команды. В 2017 году перешёл в «Алтын Асыр».

## Карьера в сборной

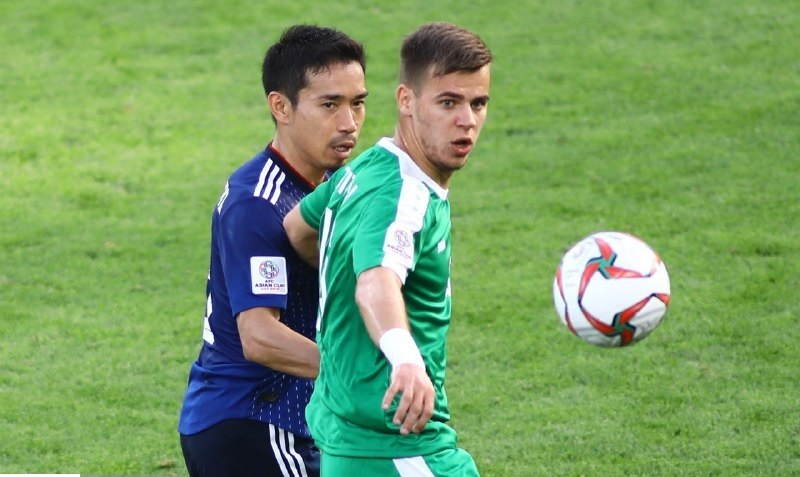
С Юто Нагатомо из Японии

Играл за юношескую и молодёжную сборную Туркменистана. С 2018 года стал привлекаться в национальную сборную Туркменистана. Играл в составе сборной в первом матче Кубка Азии 2019 против сборной Японии.